# Yoldiabukta
Yoldiabukta is een baai van het eiland Spitsbergen, dat deel uitmaakt van de Noorse eilandengroep Spitsbergen.
Het fjord is vernoemd naar mossel Portlandia arctica, voorheen Yoldia arctica genaamd.

## Geografie
De baai is west-oost georiënteerd en heeft een lengte van ongeveer vijf kilometer. Ze mondt in het oosten uit in het fjord Nordfjorden.
In de baai komt de gletsjer Wahlenbergbreen uit.